# روبرتو بوسینلو
روبرتو بوسینلو (ایتالیایی: Roberto Bussinello؛ زادهٔ ۴ اکتبر ۱۹۲۷ در پیستویا، درگذشتهٔ ۲۴ اوت ۱۹۹۹ در ویچنزا) رانندهٔ مسابقات اتومبیل‌رانی فرمول یک اهل ایتالیا بود که در فصل ۱۹۶۱، و دوباره در فصل ۱۹۶۵ در مجموع در سه گراند پری شرکت کرد، اما موفق به کسب هیچ امتیازی نشد.
بوسینلو در ۲۴ اوت ۱۹۹۹ در ویچنزا درگذشت.